# デジタルコンパクトカセット

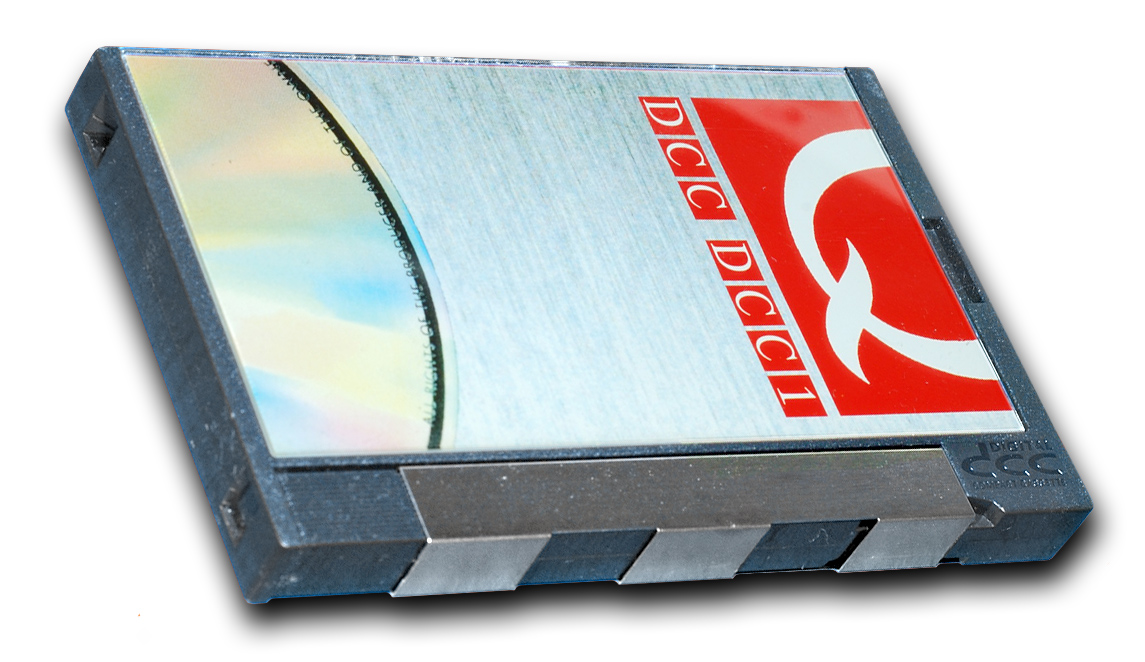
DCCミュージックテープ（表面）

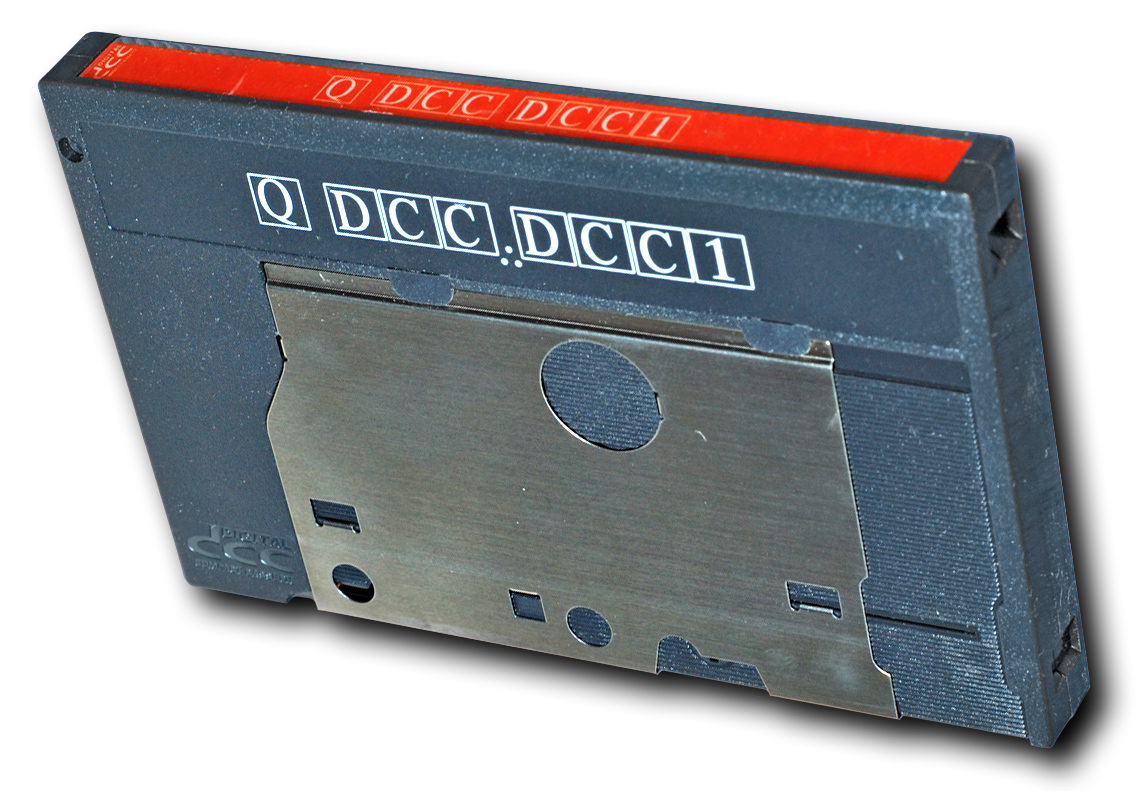
DCCミュージックテープ（裏面）

デジタルコンパクトカセット（英: Digital Compact Cassette、DCC）は、フィリップスと松下電器産業（現：パナソニックホールディングス）が共同で開発し、1991年に発表したオーディオ規格である。

## 概要
アナログコンパクトカセット（Cカセット、カセットテープ）と同サイズのテープに、PASC(Precision Adaptive Subband Coding)形式（MPEG-1/2 Audio Layer-1）で圧縮されたデジタルデータを固定ヘッド方式で記録する。PASCにより、CDなどの音源を約1/4の容量に圧縮できる。サンプリング周波数は48kHz、44.1kHz、32kHzに対応していて、デジタル・コピーはSCMS方式を採用している。
なお、DAT（R-DAT・回転ヘッド）規格制定時に、固定ヘッドを用いるS-DATと呼ばれる規格が策定されていた。S-DATは商品化されず、また、DCCはS-DATそのものではない。DCCは、S-DATからみてヘッドを簡略化され圧縮音声が採用されている別の規格である。音質面では、サンプリング後のビットレートが低い時は無圧縮で記録する仕組みになっていたり、圧縮時も人間の聴感に合わせたチューニングが施されていたので聴感上は優れていた。
DCCの基本技術は、フィリップスの基礎研究所（Natラボ）で開発されていたが、製品化は、フィリップス、松下電器、日本マランツ（現：マランツコンシューマーマーケティング）の3社で行っていた。フィリップス、日本マランツで試作を行った後、キーデバイス（薄膜ヘッド等）の供給は主に松下電器が、完成品の製造は、主に日本マランツが行っていた。DCC用の薄膜ヘッドの基本技術はフィリップスのNatラボで開発されていたが、量産化には松下電器の技術が必要であった。また、松下電器は、ICの開発も担当していた。

## 特徴
- DCCのカセットハーフは縦横の寸法はコンパクトカセットとまったく同じになっている。厚みは、コンパクトカセット用の8.7mmに対して、DCC用は9.6mmになっている。
- テープの走行速度もコンパクトカセットと同じ0.0476m/sになっている。
- オートリバース方式を採用しているので、テープを駆動するためのハブ穴は片面だけに開けられており、カセットハーフの片面は完全にフラットである。ハブ穴はレーベル面の反対側、カセットの裏側に設けられる。この穴とテープローディング用の窓は、普段はスライダーと呼ばれる金属製のシャッターで覆われており、テープをデッキにマウントした時だけ自動的に開くようになっている。これは、DCCのトラック幅は非常に細くなっており、少々のゴミやホコリ、指紋などがついてもドロップアウトの原因になるので、そういったホコリや汚れ、破損などからテープを保護するために設けられている。それと同時に、このシャッターが閉じられているとリールが空転しないようにロックされるので、そのまま持ち歩いても振動などでテープが緩まないようになっている。
- カセットハーフには、DCCかコンパクトカセットかを識別するための穴がある。この穴が開いていればDCC、開いてなければコンパクトカセットと、デッキ内の回路が自動で切り替わるようになっている。これを逆手に取り、DCCの入手が難しい現在では、コンパクトカセットに穴を開けDCCとして誤認識させ録音再生する方法（ただしハイ(クローム)ポジション (Type II/CrO2)テープ以外は全て使用不可。具体的な理由は後述を参照）も、自己責任レベルで存在する。
- ブランクテープには、制御信号の記録用トラックの一部に文字情報を記入するスペースが設けられている。アルファベットで160字、日本語では80字程度の文字情報を、各曲の頭の部分に4種類の情報（曲名、アーティスト名など、各40文字ずつ）に分けて記録できる。
- オートリバース方式なので、テープ幅を上下に分け、片道にオーディオ信号用8トラック、コントロール信号用1トラックの計9トラックが記録される。
- DCCに採用されているヘッドの基本構造は、テープの上半分の部分にDCC用の録音ヘッドと再生ヘッド、テープの下半分の部分にコンパクトカセット用の再生ヘッドで構成されている。DCCでもコンパクトカセットでもAセクタ（A面）を再生する場合は、ヘッドはこの状態（上半分がDCC用ヘッド、下半分がコンパクトカセット用ヘッド）でテープを走行させ、Bセクタ（B面）を再生する場合はヘッドを反転させてテープを走行させる。
- DCCには、録音済みのテープに別の録音をする時には、そのまま前の録音に重ねて録音していけば自然に書き換えができるようになっているオーバーライト方式を採用しているためDAT同様、消去ヘッドの搭載は必要ない。DCCデッキでコンパクトカセットでの録音ができないのはこのためだと推測される。
- DCCの再生ヘッド（70μm）は録音ヘッド（185μm）より細くなっており、多少の蛇行があっても正しく再生できるようになっている。そのため、今までのコンパクトカセット用の精度のメカニズムであっても差し支えがないようになっている。
- DCCデッキに標準で採用されているMR素子ヘッドは半導体製造用の薄膜技術で製造されており、ヘッドギャップが1μmの数分の1まで狭くできるため高域特性に優れており、低音も従来のインダクティブヘッドより低い周波数から再生できる。1995年11月にはこのMR素子ヘッドを基にアナログカセットデッキ専用品として新規開発された再生専用MR素子ヘッドを搭載したシングルキャプスタン・3ヘッド方式[2]によるアナログコンパクトカセットデッキ「テクニクス RS-AZ7」[3]も発売された。

### テープ
（アナログ）コンパクトカセットとの互換性を重視して開発されており、DCC機器ではコンパクトカセットがそのまま再生可能である。フィリップスは独BASF（ビー・エー・エス・エフ）社にDCCテープの開発を依頼し、DCC専用に開発された二酸化クロムを採用して発売した。フィリップスがハイポジション（Type II/CrO2）規格（二酸化クロムまたはコバルト被着酸化鉄）を採用した理由は、メタルテープ用のメタルパウダーを作る会社が欧州に存在しないこと（メタルテープの製造に必要なパンケーキ〈≒磁気テープ本体〉を製造していたのは主に日本と北米が中心だった）、また、ミュージックテープを作成する場合に熱転写が容易であるからである。
DCCテープの製造会社は欧州では独BASF社が中心となっていた。一方日本では松下電器産業から販売されたテープのパッケージに「原産国・日本」と明記され、説明文にも「新開発超微粒子ZETAS磁性体を使用」と明記されていたことから、コバルト被着酸化鉄系磁性体を採用した自社生産だった可能性がある。
DCC用の磁性粉はS-VHS並の超微粒子を使用しなければ必要なC/N比が確保できなかったため、オーディオ用の大きな磁性粉は使えない。パナソニックのZETAS磁性体やBASFの二酸化クロムの粒子サイズもかなり微細である。どちらも長軸はサブミクロンの領域である。
日本国内でDCCテープを発売したのはパナソニック（松下電器産業）、TDK（記録メディア事業部。後にイメーションへ事業譲渡）、日立マクセル（現・マクセル）、AXIA（富士フイルム）、日本ビクター（記録メディア事業部。後のビクターアドバンストメディア。2015年12月末を以って法人解散、および清算）。輸入品としてフィリップスも発売された。

## DCCソフト
- DCCソフトについては当時松下傘下だったビクター・MCAビクター・テイチクとPHILIPS傘下のポリグラムを中心に、1992年から1994年にかけて各社から発売されていた。ソニーを中心に人気作品が順次発売されていたMDソフトと比べ、DCCソフトはタイトルが圧倒的に少なかった。
- ビクターやテイチク、キングレコードはMDソフトを発売・供給していたが、MD陣営であるソニーミュージックやポニーキャニオン、日本コロムビアなどはDCCソフトを供給しなかった。
- またポリグラムが当時受託販売していたファンハウス(現：ソニー・ミュージックレーベルズ）[7]・B-Gram RECORDS[8]・ポリスター[9]や、ビクターが販売受託していたイースタンゲイル[10]、BMGビクターが販売受託していたBMGルームス[11]・Sixty RECORDS他受託レーベルからのDCCソフトも供給される事はなかった。

### DCCソフトを発売していたレコード会社
- ビクターエンタテインメント（初代、後のJVCケンウッド・ビクターエンタテインメント→ビクターエンタテインメント〈二代目〉）　-　MDソフトも発売
  - ビクター音楽産業 - SMAP 002のみ発売。
  - MCAビクター(現：ユニバーサル ミュージックLLC)　- 浜田麻里[12]・中森明菜[13]・LUNA SEA[14]とhide[15]のタイトルを発売
  - BMGビクター(現:ソニー・ミュージックレーベルズ）　-　MDソフトも発売
- ポリドール(現：ユニバーサル ミュージックLLC) - クラシック作品を中心としたラインナップ
- テイチク（現:テイチクエンタテインメント） - MDソフトも発売
- キングレコード - MDソフトも発売

## 主な機種
松下電器産業（現：パナソニック）
- RS-DC10、RS-DC8
- RS-DCM1（ミニコンポサイズ）
- RX-DD1、RX-DD2（ラジカセタイプ、いずれも発売当時「MUSIC STATION」の愛称が付けられていた）
- RQ-DP7（ポータブルタイプ、再生のみ）
- RQ-DR9（ポータブルタイプ、録音再生）
- SC-CH505D（DCC搭載ミニコンポ）
- CQ-DC1D（カーオーディオタイプ）

フィリップス
- DCC900、DCC600
- DCC130、DCC134（ポータブルタイプ、再生のみ）
- DCC170、DCC175（ポータブルタイプ、録音再生）
- DCC730、DCC951（日本未発売）

日本マランツ
- DD-92、DD-82

日本ビクター（現：JVCケンウッド）
- ZD-V919
- ZD-1（ポータブルタイプ、再生のみ）

## 共存戦略
DCCは1992年に蘭フィリップス社と日本の松下電器産業（現：パナソニック）が共同で開発した。一方で、日本のソニーもMDを同年に開発している。
2つの陣営の3社は、ほぼ同一の市場に向けた2つの異なる規格による製品群を送り出すことで、自らが敗者となることを恐れた。3社は可能ならば両規格が共存することを望み、最悪でもいずれか片方が絶対的な敗者となる危険性を避けるために、当初から3社によって2つの規格を共同ライセンスしていた。MDとDCCのいずれが普及するかに関わらず、フィリップス、松下、ソニーは共同ライセンスすることで、莫大なライセンス料の支払いという意味での敗者になることを避けた。
これにより両陣営は、市場で競争を演じることもなく、DCC陣営だった松下とフィリップスの2社が、市場が選んだMDをすんなりと採用したことで、DCCは消えて行った。

## 規格争いと終焉
1992年9月、第1号機であるパナソニックRS-DC10(標準価格135,000円・税別)とフィリップスDCC900(標準価格115,000円・税別)が発売された。いずれも比較的大型の据置型カセットデッキである。
1992年11月、ソニー（現・ソニーグループ）がMDレコーダーの第1号機MZ-1(標準価格79,800円・税別)を発売。こちらは重量520gのポータブル型である。また、すでに登場から5年が経過していたDATは値下がりが進んでおり、1991年5月発売のパイオニア D-50の標準価格は85,000円（税別）、1992年10月発売のソニー DTC-59ESの標準価格は95,000円（税別）だった。
このように、すでに発売当初から価格・大きさの両面で明らかに競争力が不足していた。MDがディスク形式ならではの使い勝手をアピールしたのに対し、DCCは以下の理由から、MDはおろか同じテープメディアのDATにも劣っており、最後まで一般に普及することはなかった。
- テープ形式の制約を引きずっており、使い勝手やメディアの携帯性はMDはおろか、DATにも大きく劣っていた。高速なランダムアクセスが出来ず、終端の曲まで一分以上のアクセス時間が掛かる場合もあり、同じ分数のメディアで比較すればDATよりも更にアクセス時間が長かった。早送り・巻き戻し時に音を出しながらサーチ出来ないため、曲間を探すのが面倒だった。
- 売りだった従来のコンパクトカセットとの互換性が足かせとなる場合もあった。コンパクトカセットはDCCデッキで録音ができなかったほか、多用するとコンパクトカセットから剥がれ落ちた微細な磁性体（特にγ-ヘマタイト系酸化鉄を磁性体に用いた1970年代以前のノーマルポジション用のSTD級、またはLN級カセットテープが顕著）やヘッドの磨耗により、すぐにDCCカセットでの録音や再生に埃や傷などの付着による物理的なエラー（ドロップアウト）が生じる問題が出ていた。
- DCC専用ブランクメディアの低価格化が思いのほか進展しなかった。発売当初はMDはともかく、DATよりも安かったが、その後DATとMDはそれぞれ普及による増産とDATとMDの各種ブランクメディアの低価格化が進んだ事に対し、DCCテープは早い段階で縮小・撤退したため量産化が進まず価格が終始高止まりしており、相対的にDAT用のブランクメディアよりも割高感が強かった（DCC専用ブランクメディアの最大記録時間は90分、一方のDAT専用ブランクメディアの最大記録時間は標準モード時で最大180分）。
- 先述の通り全てのDCC録再機・再生専用機にはヘッドに半導体用製造技術を応用したMR素子ヘッドが使用されているため、ヘッドの表面が汚れている場合、湿式のヘッドクリーニングキットやヘッド・ディマグネタイザ（ヘッド消磁器）を使用することができず、事実上、乾式タイプのカセット型ヘッドクリーナーしか使用できなかった[18]。仮に誤ってDCC録再機・再生専用機のMR素子ヘッドを静電気を帯びた指先で触れる以外に、湿式ヘッドクリーニングキットで清掃したりヘッド・ディマグネタイザを使用して薄膜ヘッドを消磁すると最悪の場合、ヘッド内部の素子が破壊されて自己録音・自己再生が完全にできなくなる。
- 発売当初に据え置き機しか用意できず、ポータブル機の割合もDATより遥かに少なかった。特に録再ポータブル機は発売が大幅に遅れ（市場投入まで概ね2年以上かかった）、録再ポータブル機からスタートしたMDに対しゼネラルオーディオ市場で大きく遅れをとった。

結果的に1996年末までに全ての参入メーカーがハードウェア機器の生産を終え、翌年の1997年には開発元の一つであった松下電器産業（ → パナソニック）や日本マランツも最終的にMDに参入した。尤も、発売当初に参入メーカーのほとんどが据え置き機しか用意できなかったのは、DCCデッキが自社製ではなく、ごく一部を除きほぼ日本マランツのOEMだったことも大きく影響している。